# Køge
Køge è un centro abitato danese situato nella regione della Selandia nel comune omonimo di cui è capoluogo.
La cittadina è situata circa 35 km a sudovest di Copenaghen. 
La prima menzione risale al 1177, Køge ha uno dei centri storici medievali meglio conservati della Danimarca. Numerose le case a graticcio risalenti al XVI e XVII secolo, nel centro si trova la chiesa di San Nicola edificata nel XIV secolo.